# Vasile Parasca
Vasile Parasca (n. 20 iulie 1948, Clocușna, Ocnița) este un medic din Republica Moldova, fost ministru al sănătății.

## Biografie
După terminarea studiilor, a lucrat o perioadă în spitalul din Vadul lui Vodă ca medic stomatolog. În 1974-1984 a lucrat la policlinica nr. 5 din Chișinău. Între 1984 și 1989 a condus Comitetul orășenesc al sindicatului lucrătorilor medicali, după care s-a întors la nr. 5 în calitate de medic-șef.
Vasile Parasca a deținut funcția de Ministru al Sănătății al Republicii Moldova în Guvernul Braghiș (1999 - 2001). El l-a înlocuit în funcție pe Eugen Gladun (1998 - 1999) și a fost succedat de Andrei Gherman.
Către anul 2008, Parasca avea funcția de medic-șef al Spitalului Clinic al Ministerului Sănătății; în acel an, el a fost decorat cu Ordinul „Gloria Muncii”. La 29 noiembrie 2012, Parasca a devenit consilier municipal al municipiului Chișinău, reprezentând Partidul Liberal Democrat din Moldova.
A publicat câteva articole științifice.